# Natalie Bertini
Pour les articles homonymes, voir Bertini.
 (mai 2025).
Natalie Bertini est une compositrice italienne.

## Œuvres
Elle a composé pour le piano : Andante, Caprice, Souvenir d’Odessa, Danse Indienne...